# Manchegowdanapalya, Ramanagara
Manchegowdanapalya là một làng thuộc tehsil Ramanagara, huyện Ramanagara, bang Karnataka, Ấn Độ.